# Здравчец
Здравчец (болг. Здравчец) — село в Болгарии. Находится в Кырджалийской области, входит в общину Кирково. Население составляет 177 человек.

## Политическая ситуация
В местном кметстве Добромирци, в состав которого входит Здравчец, должность кмета (старосты) исполняет Метин  Зекерие Халил (Движение за права и свободы (ДПС)) по результатам выборов.
Кмет (мэр) общины Кирково —  Шукран Кязим Идриз (Движение за права и свободы (ДПС)) по результатам выборов.